# Gehyra polka
Gehyra polka (середньо-західна скельна дтелла) — вид геконоподібних ящірок родини геконових (Gekkonidae). Ендемік Австралії. Описаний у 2018 році.

## Поширення і екологія
Середньо-західні скельні дтелли мешкають на середньому заході Західної Австралії, від Ялгу на північний захід до Маунт-Магнета, Мікатарри та Кумаріни і далі до національного парка Маунт-Августус. Вони живуть серед піщаних, гранітних та метаморфічних скель і валунів.